# Saint-Étienne-de-Boulogne
Saint-Étienne-de-Boulogne är en kommun i departementet Ardèche i regionen Auvergne-Rhône-Alpes i sydöstra Frankrike. Kommunen ligger  i kantonen Vals-les-Bains som ligger i arrondissementet Largentière. År 2022 hade Saint-Étienne-de-Boulogne 404 invånare.

## Befolkningsutveckling
Antalet invånare i kommunen Saint-Étienne-de-Boulogne
Referens: INSEE